# Martin Krpan
Martin Krpan är en litterär figur, huvudpersonen i boken Martin Krpan från Vrh (på slovenska: Martin Krpan z Vrha) skriven av  Fran Levstik. Idag är Krpan en folkhjälte och berättelsen är väldigt omtyckt av både stora och små. Berättelsen publicerades 1858.

## Handling
I boken är huvudpersonen Martin Krpan en stor och stark man som lyckas imponera på Wiens kejsare Johan (Janez på slovenska) med sin styrka. Staden som Krpan bodde i heter Vrh. Martin Krpan sysslade med att frakta smugglat engelskt salt från det Adriatiska havets kust till slovenskt område och även till Österrike. Det var stängt förbjudet att smuggla salt. Han var en av de starkaste männen i riket och med hjälp av sitt trogna sto lyckades han frakta mycket salt. En dag på vinter när Krpan fraktade salt på sitt sto mötte han kejsaren Johan i sin vagn på väg till Trieste. Krpan lyfte undan sitt sto så att kejsarens vagn kunde komma förbi utan några som helst svårigheter. Detta imponerade på kejsaren. Mindre än två år senare, dagen då en jätte vid namnet Brdavs anföll Wien, visste inte kejsaren vad han skulle ta sig till. Han visste inte hur han skulle besegra Brdavs, men då påminde hans kusk honom om Martin Krpan. Jätten Bardavs hade redan mördat många av kejsarens riddare och även kronprinsen i dueller. Till slut fick kejsaren tag i Krpan och han kom till Wien. Innan Krpans strid med jätten bestämde han sig för att smida sina egna vapen (en påk och en timmerbila) och använda sig av sitt eget sto eftersom kejsarens tillhörigheter inte var tillräckligt bra för att bekämpa jätten. Krpan skämde på så sätt ut kejsarens smed och stall. Han kapade även ner det vackraste trädet i trädgården som drottningen tyckte så mycket om. Drottningen blev förödmjukad och mycket arg. Krpan hånade hovet, men var ärlig och höll det han lovade, han besegrar jätten i en duell med hjälp av sin styrka och sin uppfinningsrikedom. Krpan lyckades rädda landet men ministern Gregor ville fortfarande låsa in honom för att han fraktat smugglat salt. Kungen belönar dock Krpan med att han får frakta salt lagligt och ger honom pengar och Krpan beger sig hem till Vrh.

### Analys
Detta är en barnbok men det tros finnas vissa symboler som återspeglar Sloveniens historia. En av dem är att jätten Brdavs symboliserar kampen med turkiska riket. Med att ministern Gregor fortfarande vill låsa in Krpan i berättelsen, vill författaren Fran Levstik troligen visa att folk med makt på den tiden inte alls tackade de fattiga för de goda insatser de gjorde för samhället. Berättelsen visar att även en vanlig och enkel man från landsbygden kan vara klokare än många lärda. Alla kan göra nytta i ett samhälle och man vet aldrig när en kejsare blir tvungen att be en man från landsbygden om hjälp för att rädda kungariket. I boken nämns Gud många gånger, vilket visar på hur stark påverkan religionen hade på den slovenska kulturen. Martin Krpan symboliserar mod, styrka och tacksamhet.